# The Last Amen
Albums de John Wright
Makin' Out
(1961) Wright Changes & Choices
(1994)
The Last Amen, enregistré en 1961, est le quatrième album du pianiste de soul jazz américain John Wright.

## Historique

### Contexte
En 1936, quand John Wright a deux ans, sa famille, originaire du Kentucky, s'installe à Chicago, une ville où de nombreux Noirs venus des champs de coton du Sud se sont installés entre 1910 et 1920,,. 
Au début des années 1940, sa famille déménage vers le quartier de South Side.
Après avoir quitté l'armée en 1955, John Wright joue du jazz pendant 5 ans dans les bars et les clubs de Chicago « en y plaçant la ferveur du gospel de son enfance ».
En 1961, alors qu'il est âgé de 26 ans seulement, un recruteur d'une compagnie de disques lui propose de venir à New York pour enregistrer cinq albums chez Prestige Records.
C'est sur ce label que John Wright enregistre de 1961 à 1962 les albums South Side Soul, Nice 'n' Tasty, Makin' Out, The Last Amen et Mr. Soul sur lesquels il se tourne naturellement vers le style de musique dont il est familier, la tradition musicale du South Side ,,,, ce soul jazz que le critique musical Scott Yanow du site AllMusic qualifie de « côté soul du hard bop ». 

### Enregistrement
L'album The Last Amen est enregistré le 19 décembre 1961 au Van Gelder Recording Studio à Englewood Cliffs dans le New Jersey,,,, le studio de Rudy Van Gelder, considéré par AllMusic comme « le plus grand ingénieur du son de l'histoire du jazz », dont on estime qu'il a enregistré et mixé plus de 2 000 albums,. Son premier studio, connu durant les années 1950 sous le nom de « Van Gelder Studio, Hackensack, New Jersey », était en fait le salon de ses parents,. Ce n'est qu'en 1959 qu'il ouvrira son studio professionnel, connu sous le nom de « Van Gelder Studio, Englewood Cliffs, New Jersey »,. L'album The Last Amen a donc été enregistré non plus dans le salon des parents de Rudy Van Gelder mais dans le studio professionnel ouvert par lui en 1959.

### Publication et rééditions
L'album sort le 10 avril 1962 en disque vinyle long play (LP) sous la référence NJ 8322 sur le label New Jazz, un label américain lancé à la fin des années 1940 et devenu un sous-label de Prestige Records en 1958,,,.
La notice du LP (original liner notes) est rédigée par John D. Monroe et la photo de John Wright qui orne la pochette est d'Esmond Edwards.
L'album est réédité en LP par Prestige au Japon en 1991.
Il est réédité en 2012 par le label espagnol Fresh Sound Records sur un double CD de compilation qui reprend les quatre premiers albums de John Wright.

## Liste des morceaux
Le premier titre est nommé Les I Can't en référence au pianiste Les McCann.
Le dernier morceau de l'album s'appelle Sheba mais selon John D. Monroe, auteur de la notice du LP : « Bien qu'il ait la majesté de la reine de Saba, je soupçonne qu'il a été nommé en l'honneur de la magnifique chienne Collie du président du label Prestige, Bob Weinstock ».
| 1. | Les I Can't         | John Wright                   | 3:36 |
| 2. | Be My Love          | N. Brodsky - S. Cahn - Miller | 5:55 |
| 3. | The Last Amen       | John Wright                   | 2:47 |
| 4. | Stella By Starlight | Young - Washington            | 4:22 |

| 1. | But Beautiful              | J. Burke - J. Van Heusen     | 5:26 |
| 2. | 'Deed I Do (Do I Love You) | F. Rose - W. Hirsch - Laurel | 4:04 |
| 3. | More Than You Know         | Youmans - Eliscu - Rose      | 4:16 |
| 4. | Sheba                      | John Wright                  | 8:29 |

## Musiciens
- John Wright : piano
- Eugene Taylor : contrebasse
- Walter McCants : batterie